# Matthew Bennett (attore)
Matthew Bennett (Toronto, 9 aprile 1968) è un attore, sceneggiatore e regista canadese, principalmente noto per aver interpretato il ruolo di Aaron Doral, il quinto modello cylone nella serie tv Battlestar Galactica.

## Biografia
All'età di 20 anni si trasferisce da Toronto, Ontario a Vancouver, Columbia Britannica per intraprendere la carriera di attore. Studia alla scuola di teatro per due anni, dopodiché recita in serie tv come X-Files e Il commissario Scali. Attualmente vive a Vancouver ma lavora anche a Toronto.
È apparso come guest star in serie TV come X-Files e Stargate SG-1. Dal 2003 al 2009 ha un ruolo ricorrente nella serie TV Battlestar Galactica dove interpreta il ruolo di Aaron Doral, il quinto modello cylone; con lo stesso personaggio appare anche in tutte le altre opere connesse, ovvero una miniserie, due webserie e due film.

## Filmografia parziale

### Cinema
- Un poliziotto a 4 zampe 3 (K-9: P.I.), regia di Joel Bergvall (2002)
- Uno sconosciuto accanto a me (The Stranger Beside Me), regia di Paul Shapiro (2003)
- Battlestar Galactica: Razor, regia di Félix Enríquez Alcalá (2007)
- Battlestar Galactica: The Plan, regia di Edward James Olmos (2009)

### Televisione
- X-Files (The X-Files) – serie TV, episodio 2x02 (1994)
- Il commissario Scali (The Commish) – serie TV, episodio 3x14 (1994)
- Stargate SG-1 – serie TV, 3 episodi (2000-2006)
- Battlestar Galactica – miniserie TV, 2 episodi (2003)
- Battlestar Galactica – serie TV, 19 episodi (2004-2009)
- Battlestar Galactica: The Resistance – webserie, 2 episodi (2006)
- Battlestar Galactica: Razor Flashbacks – webserie, episodio 1x07 (2007)
- I misteri di Murdoch (Murdoch Mysteries) – serie TV, 11 episodi (2011-2022)
- Hudson & Rex – serie TV, episodio 2x19 (2020)

## Doppiatori italiani
Nelle versioni in italiano delle opere in cui ha recitato, Matthew Bennett è stato doppiato da:
- Sergio Lucchetti Battlestar Galactica (miniserie TV), Battlestar Galactica (serie TV), Battlestar Galactica: The Plan
- Marco Bolognesi in X-Files
- Gianluca Iacono in Un poliziotto a 4 zampe 3
- Gianni Bersanetti in The Expanse
- Pierluigi Astore in Taken